# Битва за Берлін
Битва за Берлін — стратегічна наступальна операція радянських військ у Другій світовій війні на східному фронті, під час якої солдати Червоної Армії захопили столицю Третього Рейху і поклали кінець війні в Європі. Операція проходила 23 дні — з 16 квітня по 8 травня 1945 р, протягом яких радянські війська встигли просунутися на захід на відстань від 100 до 220 км. Битва за Берлін була закінчена штурмом Рейхстагу, але поодинокі бої траплялися до 8 травня.

## Сили сторін
Сили радянських військ перевершували сили Вермахту. У операції взяли участь близько 2,5 млн бійців РСЧА, більше 41 600 гармат і мінометів, 6250 танків і самохідних установок, 7500 бойових літаків. У штурмі так само брали участь дві армії зі складу Війська Польського. Вперше за всю війну перевага радянських військ була не просто значною, а неймовірною.
З німецького боку було зосереджено близько 1 млн військовослужбовців, 10 400 гармат і мінометів, 1500 танків і самохідних установок, 3300 бойових літаків. З цивільного населення були сформовані понад 200 загонів ополчення — фольксштурм, з членів «Гітлерюгенд», зокрема — підлітків — загони винищувачів танків, озброєних фаустпатронами.

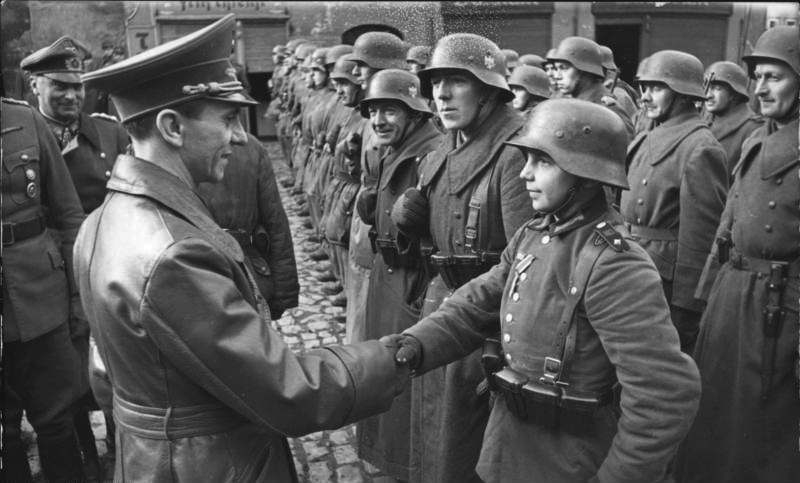

Основу глибоко ешелонованої німецької системи оборони в самому Берліні складала розгалужена мережа захисних споруд із залізобетону — багатоповерхових бункерів (більше 400) і дотів, оснащених гарматами, зокрема зенітними і кулеметами. Навколо міста була розгорнена мережа постів радіолокаційного спостереження.
Загальна чисельність гарнізону перевищувала 200 тисяч людей. Гітлерівська оборона на берлінському напрямку була глибокою і щільною. Вона включала одерсько-нейсенський рубіж глибиною 20-40 км, що мав 3 смуги, та Берлінський оборонний район, де теж було три лінії укріплень. Перша проходила за 10 км від міста, друга йшла передмістям, третя оточувала центр.

## Хронологія подій
Головна роль у цьому наступі, як затвердив Сталін, відводилася 1-му Білоруському фронту. Георгій Жуков мав із Кюстринського плацдарму штурмувати в лоб лінію оборони на Зеєловських висотах, що височилися над Одером і закривали дорогу на Берлін. Фронт Конєва мав форсувати Нейсе, вдарити по Берліну танковими арміями Рибалка та Лелюшенка і, досягши Ельби, разом із фронтом Рокосовського з'єднатися з союзниками. Готуючись до штурму, радянське головнокомандування керувалося узгодженою країнами антигітлерівської коаліції політикою щодо беззастережної капітуляції нацистської Німеччини.
Наступ було призначено на 16 квітня. За характером завдань, що виконувалися, та їхніми результатами Берлінська операція поділялася на три етапи.
- Перший: прорив одерсько-нейсенського рубежу оборони ворога (16—19 квітня). Наприкінці 18 квітня було забезпечено умови для оточення Берліна з півдня.
- Другий етап — продовження оточення й розчленування військ противника (19—25 квітня).
- Третій — знищення оточених угрупувань, взяття Берліна (26 квітня — 8 травня). Ліквідація берлінського угрупування безпосередньо в місті здійснювалась 26 квітня — 2 травня. 30 квітня воно було фактично розчленовано на чотири ізольовані частини.

Кожну вулицю й будинок доводилося брати штурмом. В окремі дні вдавалося очистити від ворога до 300 кварталів.
Жуков з'явився в Берліні 22 квітня 1945 року. Зайнявши північні частини міста, він фактично виключив Рокосовського з числа учасників операції і з цього моменту 2-й Білоруський фронт розгромлював німецькі війська на півночі, відтягуючи на себе значну частину берлінського угрупування.
У ніч на 29 квітня у гітлерівців залишалася смуга у 2—3 км, завдовжки до 16 км. У тил потягнулися перші партії німецьких полонених. Увечері Гітлеру востаннє доповіли про обстановку, причому генерал Вейдлінг, який це робив, не приховував трагічної правди: завтра радянські війська будуть біля входу в канцелярію, зазначив він.
Наступного дня о пів на четверту Гітлер покінчив життя самогубством.
2 травня 1945 року о першій годині ночі на Потсдамському мосту з'явилися німецькі офіцери з білими прапорами. Залишки берлінського гарнізону на чолі з начальником оборони Берліна генералом артилерії Г. Вейдлінгом здалися в полон. (О 6:00 Вейдлінг підписав наказ, звернений до всіх німецьких військ, здатися).
Берлін було узято радянськими військами 2 травня.

## Втрати

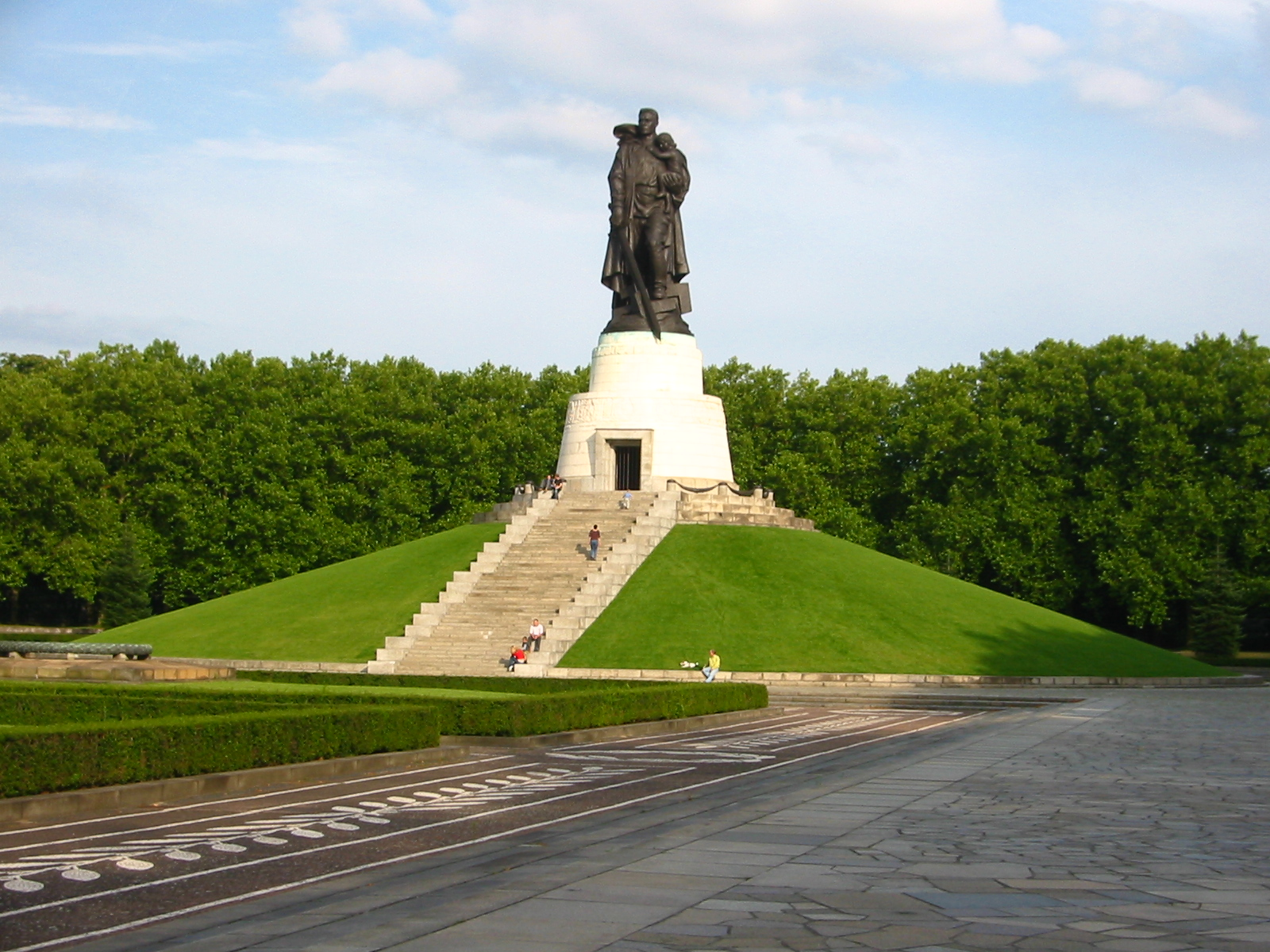
Пам'ятник воїнам Радянської армії в Трептов-парку. Берлін.

За офіційними даними, з радянського боку загинуло або зникло безвісти 81 тис. осіб (зокрема 2800 поляків), поранено 280 тис. Загальні втрати — 361 367 людей, 1997 танків, 2108 одиниць артилерійської зброї, 917 літаків. З німецького боку, за радянськими підрахунками, загинуло 150—173 тис., поранено 200 тис. і захоплено у полон 400 тис.[джерело?].